# ساکوگن شوریو
ساکوگن شوریو (به ژاپنی: 彥周良 Sakugen Shūryō)؛ ۱۹ آوریل ۱۵۰۱ – ۲۳ ژوئیهٔ ۱۵۷۹) دیپلمات، راهب، شاعر در دوره موروماچی اهل ژاپن بود. عضو هیئت‌های اعزامی ژاپنی به مینگ چین بود.